# Roxana Pinto
Pour les articles homonymes, voir Pinto.
Roxana Pinto López, née à San José en 1943, est une poète, romancière et essayiste du Costa Rica.

## Biographie
Roxana Pinto est née à San José au Costa Rica. Mariée, elle est la mère de quatre enfants. Le décès de son père alors qu’elle n’avait que treize ans, l’a conduite à Paris où son oncle paternel était alors Ambassadeur du Costa Rica. C’est là qu’elle a fait la découverte des grands écrivains : Hugo, Duras, Proust, Yourcenar, et tant d’autres, qui ont animé sa passion pour la littérature. Néanmoins, les expériences vécues par Roxana Pinto à Paris n’ont pas empêché son écriture de prendre ses racines dans l’identité, dans le contexte historique et dans la géographie de son pays d’origine[réf. nécessaire].
Elle a fait des études en psychologie et en littérature latino-américaine à l’Université du Costa Rica. Elle fait un Master en Relations internationales et diplomatie dans la même Université, après quoi elle reçoit une bourse pour compléter ses études à l’ENA à Paris.
En 2005 elle est nommée Ambassadrice du Costa Rica en France et Déléguée auprès du Bureau international des Expositions. À titre temporaire, elle a eu également la charge d’être Ambassadrice auprès de l’UNESCO. Son poste d’Ambassadrice, qu’elle exerce pendant cinq ans en France lui permet de construire des ponts culturels entre son pays et la France, où elle a pu diffuser la culture costaricienne.

## Œuvres
- Ida y vuelta[1], Uruk, San Jose, C.R. 2016.
- Donde ellas[2], Perro Azul, San Jose, CR, 2004.
- Frida Khalo: una experiencia de límites[2] (essai), Editorial Plaza y Valdes, Mexico et Editorial Universidad de Costa Rica, 2001.
- Noticia de silencio[3] (poésie), Editorial Universidad Nacional, San José, CR. 1996. Ce livre a obtenu le premier Prix au Concours UNA Palabra de l’Université Nationale[réf. nécessaire].

## Distinctions
- Noticia de silencio a obtenu le premier Prix au Concours UNA Palabra de l’Université Nationale 5[réf. nécessaire]
- En 2010, le Ministère des Affaires Étrangères du Costa Rica lui a décerné une Mention d’Honneur pour son travail en tant qu’Ambassadeur du Costa Rica en France[réf. nécessaire].
- Son poème En Alas de la Paz (Sur les ailes de la paix) a obtenu le Prix spécial du Jury au IV Concours interbational Nouvelles voix pour la paix, 2016. Seattle, Washington[réf. nécessaire].
- Sa trajectoire littéraire et diplomatique a été reconnue par l’octroi du grade d’Officier de la Légion d’Honneur le 27 avril 2017[4].